# Very Bad Nanny
Very Bad Nanny (The Mick) est une série télévisée américaine en 37 épisodes de 22 minutes créée par John et Dave Chernin, et diffusée entre le 1er janvier 2017 et le 3 avril 2018 sur le réseau Fox et en simultané sur Citytv au Canada.
En France, la série est diffusée depuis le 10 novembre 2017 sur 6ter, et au Québec dès le 28 juin 2018 sur le service Club Illico sous son titre original. En Afrique francophone, elle est diffusée depuis le 29 avril 2020 sur Canal+ Comédie. Elle reste inédite dans les autres pays francophones.

## Synopsis
Mackenzie « Micky » Murphy est une personne généralement irresponsable et rêve d'une vie de milliardaire. Un jour, sa sœur, Pamela « Poodle » Pemberton et son mari Christopher, sont arrêtés par le FBI pour fraude et évasion fiscale. Micky vient alors aider sa sœur pour garder ses trois neveux, Sabrina, Chip et Ben, le temps d'une journée. Cependant, ce service va durer plus longtemps qu'elle ne le croyait quand elle reçoit un appel de Pamela lui disant qu'elle et Christopher fuient le pays, laissant ainsi ses enfants sous sa responsabilité parentale.
Micky se retrouve alors face à Sabrina et Chip, une ado et pré-ado, qui n'aiment pas Micky. Chip est aussi un jeune garçon égocentrique et irrespectueux envers Alba et Micky. Et, Ben contrairement à sa sœur et son frère, adore leur tante. Pour l'aider dans cette « mission », Micky aura l'aide de son « pseudo-petit » ami Jimmy et la femme de ménage, Alba.

## Distribution

### Acteurs principaux
- Kaitlin Olson (VF : Bérangère Jean) : Mackenzie « Micky » Murphy
- Thomas Barbusca (VF : Gabriel Bismuth-Bienaimé) : Chip Pemberton
- Sofia Black D'Elia (VF : Jessica Monceau) : Sabrina Pemberton
- Jack Stanton (VF : Naël Guillou) : Ben Pemberton
- Carla Jimenez (en) (VF : Emmanuelle Rivière) : Alba Maldonado
- Scott MacArthur (VF : Jérôme Pauwels) : James « Jimmy » Shepherd

### Acteurs récurrents
- Tricia O'Kelley (en) : Pamela « Poodle » Pemberton (née Molng)
- Laird Macintosh (en) : Christopher Pemberton
- E. J. Callahan : Colonel Pemberton
- Dave Annable (VF : Nicolas Beaucaire) : Teddy Grant
- Susan Park (VF : Geneviève Doang) : Liz
- Wayne Wilderson : le principal Gibbons
- Hector Buentello : Geno Pinero

- Version française
  - Société de doublage : Audiophase[6]
  - Direction artistique : Nathaie Lanux
  - Adaptation des dialogues : Bob Yangasa et Mirentxu Pascal D'Audaux
  - Mixage et enregistrement : Thierry Cisotto

 Source et légende : version française (VF) sur RS Doublage et selon le carton du doublage français télévisuel.

## Production

### Développement
Le 2 février 2016, Fox commande un épisode pilote du projet porté par John Chernin et Dave Chernin.
Le 10 mai 2016, le réseau Fox annonce officiellement après le visionnage du pilote, la commande du projet de série avec une commande initiale de treize épisodes, pour une diffusion lors de la saison 2016 / 2017.
Le 26 octobre 2016, la chaîne Fox annonce la date de lancement au dimanche 1er janvier 2017, exposée à la suite d'un match de NFL, avant de rejoindre sa case régulière du mardi le 3 janvier 2017.
Le 11 janvier 2017, le réseau Fox satisfait des audiences décide de commander quatre épisodes supplémentaires portant la première saison à 17 épisodes,.
Le 21 février 2017, la Fox annonce la reconduction de la série pour une deuxième saison de treize épisodes. En novembre 2017, elle est prolongée pour un total de vingt épisodes.
Le 10 mai 2018, la série est annulée.

### Casting
L'annonce du casting a débuté fin février 2016, avec l'arrivée de Sofia Black D'Elia, puis en mars avec Kaitlin Olson, Carla Jimenez (en), Thomas Barbusca et Jack Stanton qui rejoignent la distribution principale.

## Épisodes

### Première saison (2017)
1. On ne choisit pas sa famille (Pilot)
2. Une grand-mère d'enfer (The Grandparents)
3. Comment ne pas faire un bébé (The Buffer)
4. Le Clown (The Balloon)
5. L'Ami imaginaire (The Fire)
6. File dans ta chambre ! (The Master)
7. L'affaire est dans le sac (The Country Club)
8. Ça balance ! (The Snitch)
9. Le Grand Ménage (The Mess)
10. Les Boulets (The Baggage)
11. À bonne école (The New Girl)
12. Un loup dans la bergerie (The Wolf)
13. Le Journal intime (The Bully)
14. La Guerre du moulin à poivre (The Heater)
15. Soirée pyjama (The Sleepover)
16. Les Hommes pleurent aussi (The Implant)
17. Comme des voleurs (The Intruder)

### Deuxième saison (2017-2018)
Composée de vingt épisodes, elle a été diffusée du 26 septembre 2017 au 3 avril 2018.
1. Le client est roi (The Hotel)
2. BFF (The Friend)
3. Un spa pas comme les autres (The Visit)
4. Le Sens de la fête (The Haunted House)
5. Les Glands des bois (The Invention)
6. À la folie ! (The Matriarch)
7. Les Années lycées (The Homecoming)
8. On va slamer (The Teacher)
9. Au secours, nos parents divorcent ! (The Divorce)
10. L'Art de percer dans le monde (The Climb)
11. Very Bad Trip (The Trip)
12. Le Grand Gagnant (The City)
13. Les Kidnappeuses (The Dump)
14. Crise de foi (The Church)
15. Le Grand Frisson (The Juice)
16. Pipi au lit (The Accident)
17. La Guerre du baby-sitting (The Night Off)
18. Dans la voiture de police (The Car)
19. Clepto (The Dance)
20. Le Coup de foudre (The Graduate)